# Sprengel (Neuenkirchen)

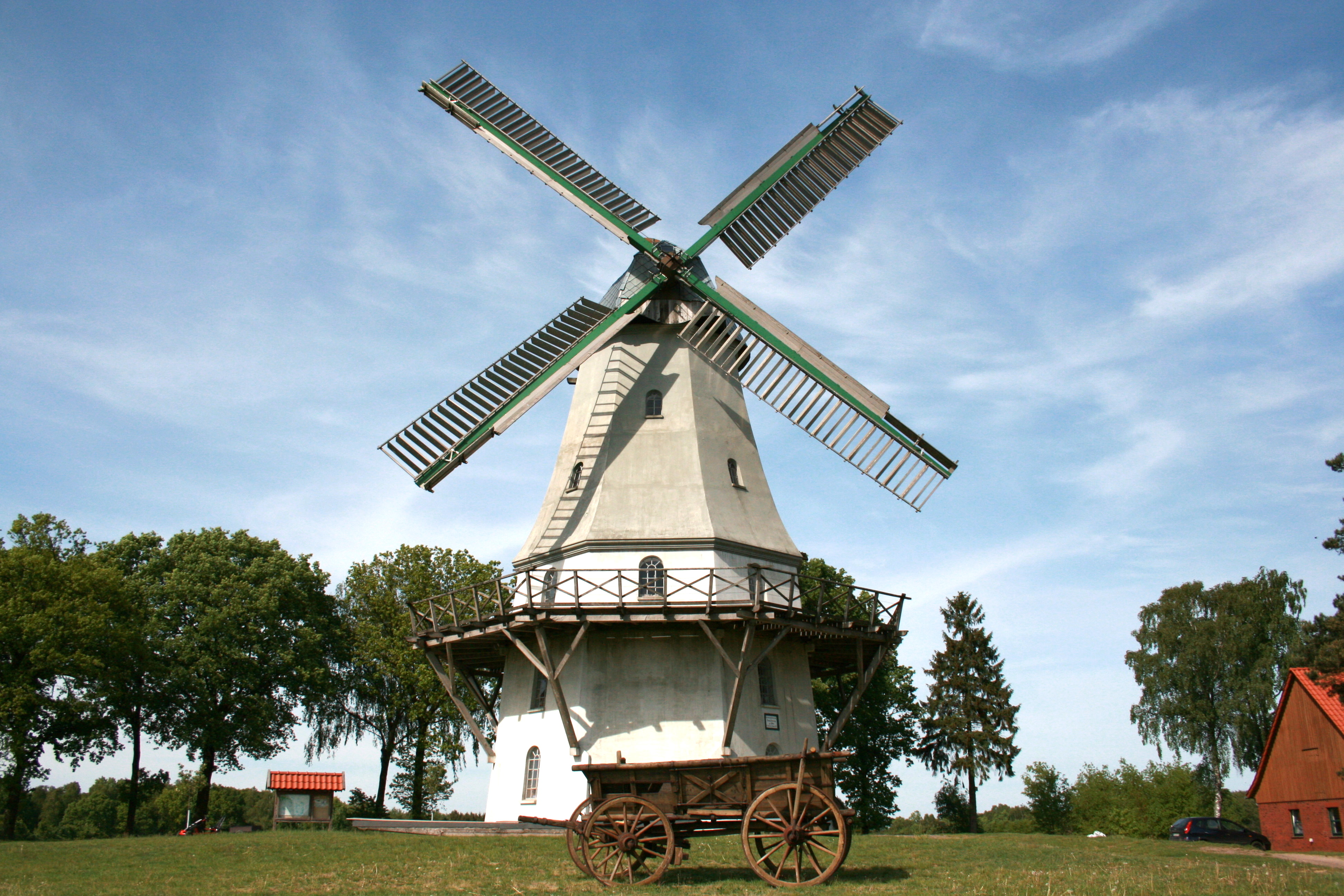
Sprengeler Mühle von 1877

Das Dorf Sprengel ist ein nördlicher Ortsteil der Gemeinde Neuenkirchen im Landkreis Heidekreis, Niedersachsen. Der Ort liegt in der Lüneburger Heide an der L171 zwischen Neuenkirchen und Schneverdingen.

## Geschichte
Wie die meisten Orte der Gemeinde Neuenkirchen war auch Sprengel im Mittelalter ein Freibann, bei welchem die Gerichtsbarkeit keiner Obrigkeit, sondern den Bauern selbst unterlag.
Sprengel wurde im Zuge der Verwaltungs- und Gebietsreform mit Wirkung vom 1. März 1974 gemeinsam mit den ehemaligen Gemeinden Behningen, Brochdorf, Delmsen, Gilmerdingen, Grauen, Ilhorn, Schwalingen und Tewel in die Gemeinde Neuenkirchen eingegliedert.

## Kultur und Sehenswürdigkeiten
Die Sprengeler Mühle wurde 1877 als Galerie-Holländer-Windmühle errichtet und im Jahre 1972 stillgelegt. Bereits 1963 waren die Flügel abgebaut worden. Die Mühle arbeitete von da ab mit einem elektrischen Antrieb. Von 1990 bis 1998 wurde sie umfassend saniert. Die Flügel sind eine Neukonstruktion mit Flügelruten aus Stahl und Jalousienklappen aus Aluminium. Der Orkan „Jennifer“ zerstörte am 28. Januar 2002 die alten Flügelruten aus Lärche und die Spaten aus Eichenholz. 2007 wurde ein Generator zur Stromerzeugung in das Mühlengebäude eingebaut.